# Transitive Menge
In der Mengenlehre nennt man eine Menge {\displaystyle A} transitiv, falls
- aus  {\displaystyle x\in A} und {\displaystyle y\in x} immer folgt, dass {\displaystyle y\in A}, in Zeichen:

{\displaystyle \forall x,y:\,x\in A\land y\in x\Rightarrow y\in A},
oder äquivalent falls
- jedes Element von {\displaystyle A}, das eine Menge ist, eine Teilmenge von {\displaystyle A} ist.

Auf ‚echte‘ (d. h. von der Leermenge verschiedene) Urelemente kommt es dabei nicht an.

Analog dazu nennt man eine Klasse {\displaystyle A} transitiv, falls jedes Element von {\displaystyle A} eine Teilmenge von {\displaystyle A} ist.

## Beispiele
- Eine Ordinalzahl nach der Definition von John von Neumann ist eine transitive Menge mit der Eigenschaft, dass jedes Element wieder transitiv ist.
- Ein Grothendieck-Universum ist per definitionem eine transitive Menge.
- Transitive Klassen werden als Modelle für die Mengenlehre selbst verwendet.

## Eigenschaften
- Eine Menge {\displaystyle A} ist genau dann transitiv, wenn {\displaystyle \bigcup A\subseteq A}, wobei {\displaystyle \bigcup A=\bigcup _{x\in A}x=\{y|(\exists x\in A)y\in x\}=\{y|y\in ^{2}A\}} die Vereinigung aller Elemente von {\displaystyle A} ist.[1]
- Falls {\displaystyle A} transitiv ist, dann ist auch {\displaystyle \bigcup A} transitiv.
- Falls {\displaystyle A} und {\displaystyle B} transitive Mengen sind, dann ist auch {\displaystyle A\cup B\cup \{A,B\}} transitiv.
- Allgemein, falls {\displaystyle A} eine Klasse ist, deren Elemente alle transitive Mengen sind, dann ist {\displaystyle A\cup \bigcup A} eine transitive Klasse.
- Eine Menge {\displaystyle A} ist genau dann transitiv, wenn {\displaystyle A} eine Teilmenge der Potenzmenge von {\displaystyle A} ist.
- Die Potenzmenge einer transitiven Menge ist wieder transitiv. Diese Eigenschaft wird bei der Von-Neumann-Hierarchie verwendet um einzusehen, dass alle Stufen dieser Hierarchie transitiv sind.

## Verallgemeinerung
Sei gegeben eine Menge (oder Klasse) {\displaystyle A} und eine Relation {\displaystyle R} darauf. {\displaystyle A} heißt {\displaystyle R}-transitiv, wenn gilt:
{\displaystyle \forall x,y:\,x\in A\land y\,R\,x\Rightarrow y\in A}.
Im Fall {\displaystyle R={\in }} ergibt sich die obige Definition als Spezialfall.